# Haageocereus rubrospinus
Haageocereus rubrospinus là một loài thực vật có hoa trong họ Cactaceae. Loài này được (Akers) Cullman mô tả khoa học đầu tiên năm 1960.